# Stanley Anderson
Stanley Anderson (Billings, 23 ottobre 1939 – Santa Rosa, 24 giugno 2018) è stato un attore statunitense.
Era sposato dal 1966 con Judith S. Long.

## Filmografia

### Cinema
- Dice lui, dice lei (He Said, She Said), regia di Ken Kwapis (1991)
- Doppio inganno (Deceveid), regia di Damian Harris (1991)
- RoboCop 3, regia di Fred Dekker (1993)
- Il rapporto Pelican (The Pelican Brief), regia di Alan J. Pakula (1993)
- Operazione Canadian Bacon (Canadian Bacon), regia di Michael Moore (1995)
- City Hall, regia di Harold Becker (1996)
- Schegge di paura (Primal Fear), regia di Gregory Hoblit (1996)
- The Rock, regia di Michael Bay (1996)
- Shadow Program - Programma segreto (Shadow Conspiracy), regia di George Pan Cosmatos (1997)
- Armageddon - Giudizio finale (Armageddon), regia di Michael Bay (1998)
- Arlington Road - L'inganno (Arlington Road), regia di Mark Pellington (1999)
- Waking the Dead, regia di Keith Gordon (2000)
- Faccia a faccia (The Kid), regia di Jon Turteltaub (2000)
- Rapimento e riscatto (Proof of Life), regia di Taylor Hackford (2000)
- 40 giorni & 40 notti (40 Days and 40 Nights), regia di Michael Lehmann (2002)
- Spider-Man, regia di Sam Raimi (2002)
- S1m0ne, regia di Andrew Niccol (2002)
- Red Dragon, regia di Brett Ratner (2002)
- Una bionda in carriera (Legally Blonde 2: Red, White & Blonde), regia di Charles Herman-Wurmfeld (2003)
- La giuria (Runaway Jury), regia di Gary Fleder (2003)
- Time Well Spent, cortometraggio, regia di Tom Chilcoat (2004)
- Last Shot (The Last Shot), regia di Jeff Nathanson (2004)

### Televisione
- Hollywood Opening Night - serie TV, 1 episodio (1952)
- Custer figlio della stella del mattino (Son of the Morning Star) - miniserie TV, 2 episodi (1991)
- The Secret - film TV (1992)
- Marito nemico (Dead Before Dawn) - film TV (1993)
- Avvocati a Los Angeles (L.A. Law) - serie TV, 2 episodi (1991-1993)
- Scambio d'accuse (Murder Between Friends) - film TV (1994)
- Mio figlio è tornato (Reunion) - film TV (1994)
- Giuste sentenze (The Wright Verdicts) - serie TV, 1 episodio (1995)
- Dangerous Minds - serie TV, 17 episodi (1996-1997)
- Stephen King's Shining - miniserie TV, 1 episodio (1997)
- Michael Hayes indaga (Michael Hayes) - serie TV, 1 episodio (1997)
- Players - serie TV, 2 episodio (1997)
- Il mistero del lago (The Lake) - film TV (1998)
- Seinfeld - serie TV, 1 episodio (1998)
- Nothing Sacred - serie TV, 1 episodio (1998)
- Chicago Hope - serie TV, 1 episodio (1999)
- Just Shoot Me! - serie TV, 1 episodio (1999)
- Giudice Amy (Judging Amy) - serie TV, 1 episodio (1999)
- X-Files (The X Files) - serie TV, 1 episodio (2000)
- Una donna americana (An American Daughter) - film TV (2000)
- Il richiamo del passato (Yesterday's Children) - film TV (2000)
- Ally McBeal - serie TV, 1 episodio (2001)
- Crossing Jordan - serie TV, 1 episodio (2001)
- Roswell - serie TV, 1 episodio (2001)
- Law & Order - I due volti della giustizia (Law & Order) - serie TV, 2 episodi (1991-2003)
- American Dreams - serie TV, 2 episodi (2002-2003)
- The Practice - Professione avvocati (The Practice) - serie TV, 3 episodi (1997-2004)
- The Drew Carey Show - serie TV, 10 episodi (1995-2004)
- N.Y.P.D. (NYPD Blue) - serie TV, 2 episodi (1994-2005)

## Doppiatori italiani
Nelle versioni in italiano delle opere in cui ha recitato, Stanley Anderson è stato doppiato da:
- Sergio Fiorentini in The Rock, Armageddon - Giudizio Finale
- Emilio Cappuccio in Dice lui, dice lei
- Franco Zucca in Law & Order - I due volti della giustizia
- Carlo Sabatini in Doppio inganno
- Claudio Fattoretto in RoboCop 3
- Mario Bardella in Schegge di paura
- Bruno Alessandro in Arlington Road - L'inganno
- Elio Zamuto in X-Files
- Gianni Musy in Faccia a faccia
- Luciano De Ambrosis in 40 giorni & 40 notti
- Dario Penne in Spider-Man
- Pietro Biondi in Una bionda in carriera
- Cesare Barbetti in La giuria
- Michele Gammino in Arlington Road - L'inganno (ridoppiaggio)